# Francesco Pesellino

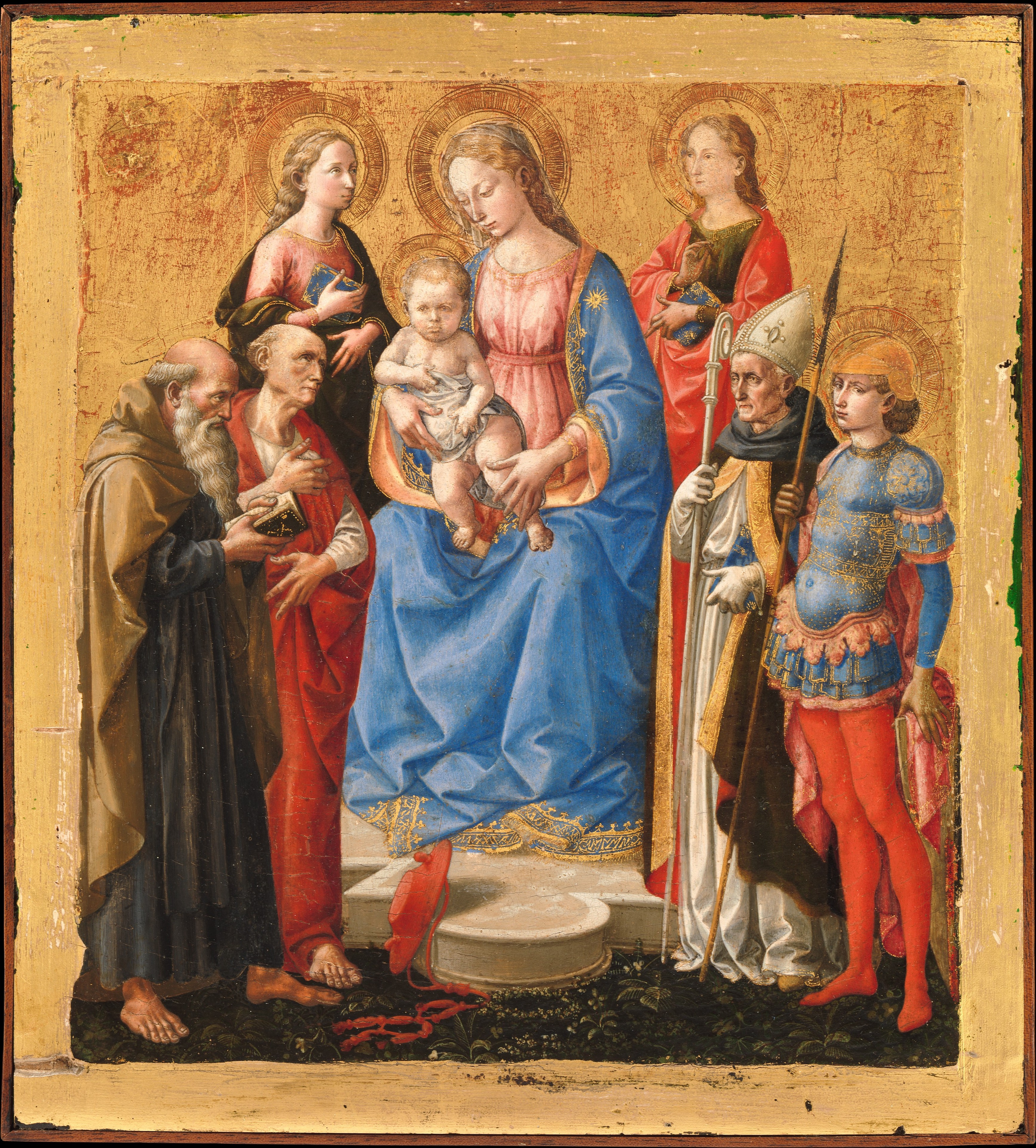
Virgem e a Criança com Seis Santos, c. 1450, Metropolitan, Nova York

Francesco Pesellino (provavelmente 1422 - 1457), também chamado de Francesco di Stefano, Il Pesellino, Francesco Peselli e Francesco di Stefano Pesellino foi um pintor italiano de Florença. Seu pai era o pintor Stefano di Francesco (morto em 1427) e seu avô por parte de mãe foi o pintor Giuliano Pesello (1367–1446), daí o apelido Pesellino.  Após a morte de seu pai, em 1427, o jovem Francesco Pesellino foi viver com seu avô, Giuliano Pesello, adotando seu nome.  Francesco Pesellino permaneceu no ateliê de seu avô até a morte de Giuliano, quando então juntou-se ao estúdio de Filippo Lippi (ca.1406-1469).  Casou em 1442 e provavelmente entrou para a guilda de pintores de Florença em 1447. Morreu em Florença em 1457, aos 35 anos. Seu estilo "antecipou os desenvolvimentos de pintores florentinos posterior, tais como Verrocchio e Pollaiuolo".